# Bremen Teater
Bremen Teater er et dansk teater i Nyropsgade 39-41 i København. Tidligere lå Mercur Teatret (1957-1980), Det Ny Musikteater (1980-1983) og Privat Teatret (1985-2007) på adressen. Bygningen er tegnet af den danske arkitekt Otto Frankild.

## Mercur Teatret
Mercur Teatret blev grundlagt i 1956 af Aage Stentoft, primært som åben scene for turnerende teatre og som producerende teater.
I 1971 blev teatret opkøbt af rejsekongen Simon Spies og åbnede på hans 50 års fødselsdag den 1. september 1971 med MGM-filmen Pretty Maids All in a Row (på dansk Fire frække numser fik et gok). 
Mercur teatret skulle fungere som sengekantsbiograf, bar og pornobladstrykkeri for Simon Spies og hans følge, og var direkte forbundet til hotellet og Spies kontorerne i samme bygning. Teatret husede derudover også en smørrebrødsforretning i stueetagen, hvor man kunne købe øl og vin, hvis man samtidig købte mad eller de famøse morgenboller til én krone stykket.[kilde mangler]
Simon Spies sagde ved åbningstalen blandt andet: "Hvis jeg havde forstand på biografdrift ville jeg nok ikke have åbnet biografen her. Nu gjorde det ganske vist sagen lidt nemmere at biografen lå her i forvejen og aldrig er blevet rigtigt udnyttet". 
Poul Einer Hansen omtalte Mercur Teatret i Berlingske Aftenavis på følgende måde: "I småmondæn cocktail-atmosfære og under bevågenhed af vort såkaldte filmmillieus mest skabagtige nulliteter".

## Privat Teatret
I 1985 co-producerede Niels-Bo Valbro teaterstykket Privatliv, der skulle opsættes i privat regi. Det daværende Mercur Teater viste sig at være ledigt.
Privatliv med Susse Wold og Bent Mejding spillede over to sæsoner for fulde huse og blev en af de største publikumssucceser i dette århundrede.[kilde mangler] Dermed var grunden lagt til en mere permanent drift af et af Københavns bedste[kilde mangler] teaterrum, som herefter fik navnet Privat Teatret. Da Niels-Bo Valbro i 1985 overtog teatret, var det lukket og opgivet som teater.
En lang række forskellige produktioner er det blevet til i de godt 21 år, Privat Teatret har eksisteret, og en stjernerække af kendte kunstnere har formået at fylde teatret: Hvem Er Bange For Virginia Woolf, Tribadernes Nat, Dødsdansen og Harvey - alle med Ghita Nørby og Frits Helmuth. Magisk Cirkel med Frits Helmuth og Susse Wold blev afløst af Disharmoni. Soloforestillingerne Kentex, Skyldig - Ikke Skyldig og Shirley Valentine med henholdsvis Tommy Kenter, Frits Helmuth og Lisbet Dahl.
Frits Helmuth og Kirsten Lehfeldt mødtes i En Anden Verden - og Kim Larsen optrådte med multimusical Kielgasten. Bodil Udsen og Solbjørg Højfeldt sled hinanden i stykker i tragedien Godnat Mor, og Erik Mørk fik lov at vise sit komiske talents spændvidde i Teaterliv - i samspil med Susse Wold og Bent Mejding. Tommy Kenter og Kirsten Lehfeldt i Samme Tid Næste År skiftede med farcer som Room Service, Sidespring, Den Grønne Elevator og Charleys Tante med blandt andre Claus Ryskjær, Lisbet Dahl og Ulf Pilgaard.
Langt de fleste af Privat Teatrets produktioner blev også sendt på turné over hele landet.
Da den sidste opførelse af Kærestebreve med Susse Wold og Bent Mejding var spillet lørdag den 17. marts 2007, lukkede Privat Teatret efter 21 års kontinuerlig drift. I løbet af disse 21 år producerede Privat Teatret mere end 50 forestillinger, der i alt har haft mere end 5.000 opførelser og er blevet set af mere end tre millioner publikummer i København og i provinsen.[kilde mangler] Disse forestillinger gav igennem årene engagement til flere end 350 skuespillere og 300 teknikere, og teatrets biler har på turneerne tilbagelagt mere end 1 million kilometer. Driften foregik i privatfinansieret regi, og ingen af Privat Teatrets forestillinger har nogensinde modtaget nogen som helst offentlig produktionsstøtte.[kilde mangler]

## Bremen Teater
Siden september 2009 har teatret været kendt under dets nuværende navn, Bremen Teater. Niels Hausgaard var idémanden bag teatrets nye navn med argumentet: "Ordet Bremen ligger så godt i munden". 
I en periode lagde teatret navn og scene til sketch-showet Live fra Bremen og talkshowet ALOHA!. Siden åbningen har Bremen Teater blandt andet huset store danske navne som Casper Christensen & Frank Hvam, Niels Hausgaard, Simon Kvamm, Mew, Vi Sidder Bare Her samt Anders & Peter Lund Madsen. Teatret har flere år i træk lagt hus til anerkendte prisuddelinger og filmvisninger indenfor film- og musikbranchen såsom Steppeulven, Bodilprisen, GAFFA-Prisen og CPH:DOX. Desuden har Bremen Teater haft en lang række internationale navne på programmet, hvor blandt andre Laurie Anderson, David Cross, Bill Burr og Henry Rollins kan nævnes.
I 2011 fratrådte daværende direktør Kristoffer Carr-Saunders posten, og videregav den daglige drift til musikselskabet Volcano Entertainment. Bremen Teater blev i sommeren 2011 ramt af store vandskader som følge af den voldsomme sommerregn, og gennemgik herefter store renoveringer inden teatret i september atter kunne tages i brug. 
Bremen Teater lægger scene til en lang række events og arrangementer som comedy, teater, koncerter, prisuddelinger, fester, filmvisninger, foredrag, konferencer samt meget andet. I september 2012 åbnede teatret en bar kaldet Natbar, som vandt Politikens Ibyen-pris 2012 for årets bar. 
Teatret var indtil sommeren 2013 drevet af daglige ledere Mai Manaa Kristensen, Morten Manaa Kristensen og Nynne Mee Pilgaard.
Direktør for Bremen Teater er Jesper Majdall. Teaterleder er Søren Hvidt.